# NGC 1787
NGC 1787 est un amas ouvert situé dans la constellation de la Dorade. Il a été découvert par l'astronome britannique John Herschel le 25 décembre 1837.
Selon le site de SEDS, cet amas est situé dans le Grand Nuage de Magellan, mais selon le professeur Seligman il semble que ce soit plutôt un amas de notre propre galaxie.